# 모함메드 카솔라
모함메드 카솔라(아랍어: محمد كاسولا, Mohammed Kasola, 1985년 8월 13일 ~)는 가나에서 태어난 카타르의 축구 선수이며 포지션은 수비형 미드필더, 센터백 , 중앙 미드필더이다.